# Philippe Rühl

Philippe Rühl

Philipp Jacob Rühl, auch Philippe-Jacques Ruhl (* 3. Mai 1737 in Straßburg; † 29. Mai 1795 in Paris), war ein deutsch-französischer Politiker, der während der Französischen Revolution als Deputierter des Départements Bas-Rhin dem Nationalkonvent in Paris angehörte.

## Leben
Rühl war Sohn und eines von drei Kindern des Predigers Philipp Jakob Rühl und dessen Ehefrau Marie Elisabeth Krug. Seine Familie stammte aus Worms. Sein Vater hatte zunächst als Schullehrer in Straßburg gearbeitet, wirkte ab 1748 als Pfarrer in Barr und wurde 1755 nach Zehnacker strafversetzt. Rühl studierte zuerst lutherische Theologie an der Universität Straßburg und nach dem Tod seines Vaters (1761) Jurisprudenz an der Universität Tübingen. Danach war er Hofmeister beim Fürsten Charles-Hyacinthe-Antoine de Galléan des Issarts (1737–1765) und beim Wild- und Rheingrafen Karl Ludwig zu Salm-Grumbach und Dhaun (1729–1799). 1765 erhielt er das Rektorat zu Dürkheim an der Hart, wo er dem Grafen Carl Friedrich Wilhelm von Leiningen bis 1769 das Archiv ordnete, dessen Töchter von 1765 bis 1769 erzog, einen Reichskammergerichtsprozess führte und bis 1785 als Geheimer Rat für alle Staatsgeschäfte zuständig war. Wegen eines Erbstreits sandte ihn sein Dienstherr 1770 nach Falkenburg. Als Landesverwalter der Grafschaft Dagsburg war er bis 1790 tätig, wohnte aber bereits ab 1782 vornehmlich in Straßburg. In den 1770er Jahren verfasste er für seinen Dienstherrn eine Schrift, die gegen die reklamierten Sukzessionsrechte von Wilhelm Carl zu Leiningen-Guntersblum und dessen Bruder Wenzel Joseph argumentierte. Bis 1789 trat er außerdem durch verschiedene biografische und genealogische Schriften in Erscheinung.
In seinem Amt unter Graf Carl Friedrich Wilhelm (ab 1779 Reichsfürst) geriet er in harte Auseinandersetzungen mit Carl Friedrich Bahrdt, den der Graf 1776 als Superintendenten nach Dürkheim gerufen hatte und der in Heidesheim ein Philanthropin nach dem Muster von Dessau betrieb. Die Schule scheiterte und Bahrdt, der umstrittene Vertreter der Aufklärung, musste 1779, vom Reichhofsrat wegen Ketzerei verurteilt, flüchten, woraufhin Rühl die Leitung des Instituts übernahm.
Bereits 1785 war er aus der Stellung in Dürkheim ausgeschieden und bezog eine Pension. Anerkannt als „Mann von ausgezeichneten Talenten und Verdiensten um das Leinigische Haus“, gab er 1790 auch seine Funktion als Landesverwalter für Dagsburg auf. Überzeugt von Ideen der Französischen Revolution wurde er Politiker und schloss sich der radikalen Gruppierung der Bergpartei an. Das Elsass (Département Bas-Rhin) vertrat er 1791/92 in der Gesetzgebenden Nationalversammlung, ab 1792 im Nationalkonvent, dessen erste Sitzung er als Alterspräsident eröffnete. Seine Initiative verschaffte Friedrich Schiller 1792 ehrenhalber die französischen Bürgerrechte. Im gleichen Jahr war er Mitglied der Zwölferkommission. Als solches war er für die Inventarisierung von Papieren zuständig, die in den Tuilerien gefunden worden waren und als Beweismittel gegen Ludwig XVI. dienten. Er verfasste Berichte über den Inhalt dieser Papiere, die auf enge Beziehungen zwischen Ludwig XVI. und dem Jakobiner Mirabeau hindeuteten, und wirkte auf eine rasche Aburteilung des abgesetzten Königs hin. Als Représentant en mission half er 1793, die Levée en masse zu organisieren. Gemäß Beschluss des Nationalkonvents zerbrach er im Oktober 1793 auf einer Mission in Reims öffentlich die Heilige Ampulle, die seit 1131 bei der Salbung der französischen Könige zum Einsatz gekommen war.
Rühl gehörte 1793–1795 dem zwölfköpfigen Sicherheitsausschuss an, der ursprünglich Polizei und Rechtsprechung überwachen sollte, sich aber zu einem Instrument jakobinischen Terrors entwickelte. Jeden Abend trafen sich seine Mitglieder und berieten wöchentlich mit den Mitgliedern des Wohlfahrtsausschusses die politische Lage. Mit Härte gingen sie gegen echte und vermeintliche Feinde der Revolution vor. Neben Maximilien de Robespierre forderte Rühl 1793 die Hinrichtung des ehemaligen Straßburger Maire Friedrich von Dietrich, auch der Befehl zur Einkerkerung des Fürsten Friedrich III. zu Salm-Kyrburg trug seine Unterschrift. Wegen seiner Beteiligung an „jakobinischen Gewalttätigkeiten“ wurde Rühl nach dem Prairialaufstand im Mai 1795 verhaftet. Um einer befürchteten Verurteilung zu entgehen, erstach er sich selbst. Rühl hinterließ eine Bibliothek mit über 8000 Bänden, die 1797 in einer Auktion verkauft wurde.

## Veröffentlichungen (Auswahl)
- Geschichte Ernst Johann von Biron, Herzogs in Liefland, zu Curland und Semgallien, in verschiedenen Briefen entworfen. 2 Bände, 1764.
- Recherches historiques et généalogiques sur la maison de Linange-Dabo. 1789.